# Protest (1967.)
Protest, hrvatski dugometražni film iz 1967. godine.